# Łycziwka
Łycziwka (ukr. Личівка) – wieś na Ukrainie, w obwodzie chmielnickim, w rejonie chmielnickim, w hromadzie Narkewyczi, na lewym brzegu Bużka, dopływie Bohu. W 2001 roku liczyła 332 mieszkańców.
Prywatna wieś szlachecka, położona w województwie wołyńskim, w 1739 roku należała do klucza Bazalia Lubomirskich. Przed 1918 w powiecie starokonstantynowskim guberni wołyńskiej, własność Minkiewiczów.
We wsi urodził się Antoni Mińkiewicz (Minkiewicz) (1881-1920),  polski inżynier, minister aprowizacji w rządach Józefa Świeżyńskiego, Jędrzeja Moraczewskiego i Ignacego Jana Paderewskiego.